# Synagoge (Spiesen)

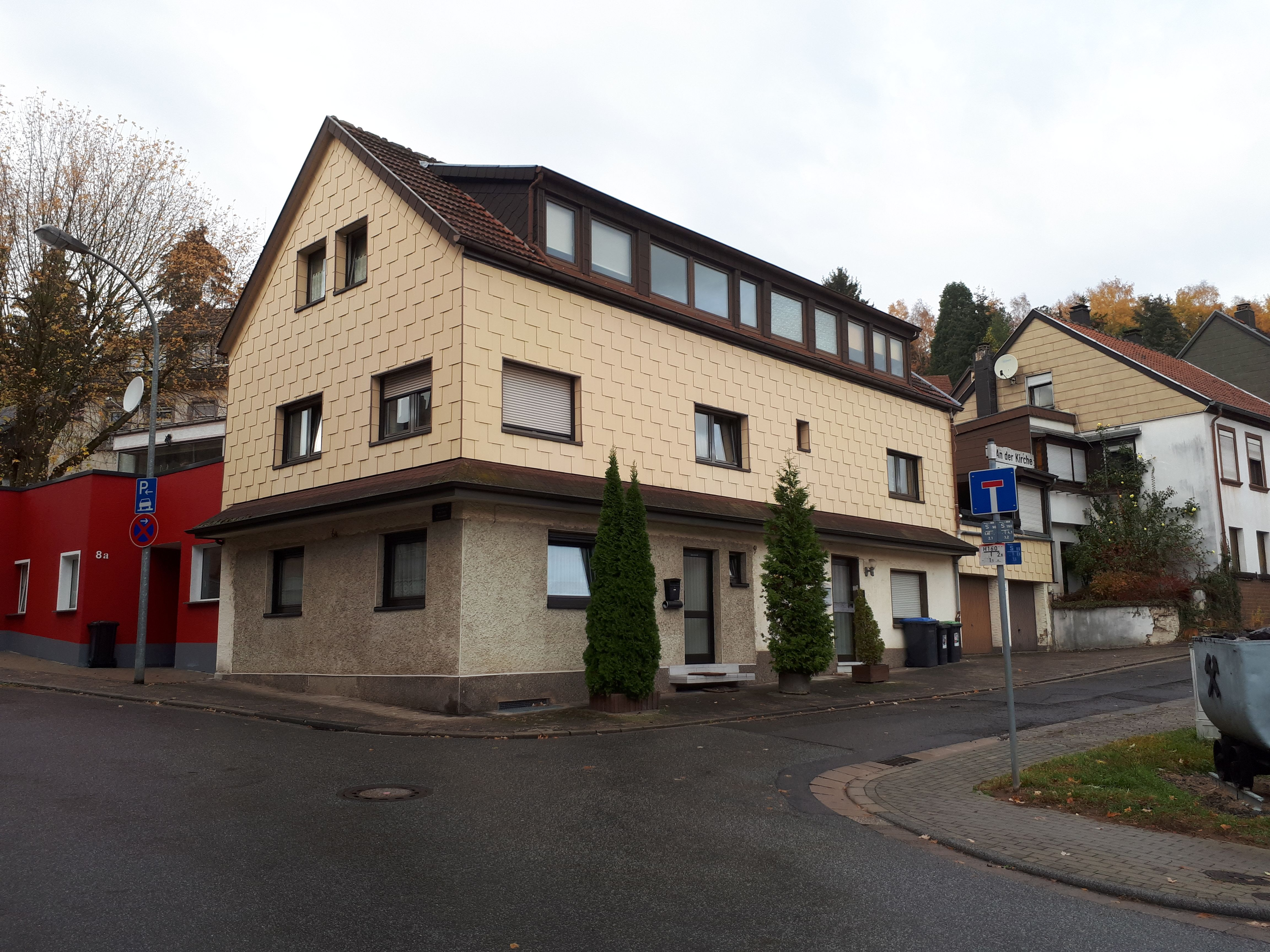
Das an der Stelle der Synagoge stehende Wohnhaus

Die Synagoge von Spiesen befand sich am Butterberg 6a im Ortsteil Spiesen der Gemeinde Spiesen-Elversberg. Sie stand in unmittelbarer Nachbarschaft der katholischen Pfarrkirche St. Ludwig. Heute steht an dieser Stelle ein Wohnhaus.

## Geschichte
Bereits um 1819 gab es in Spiesen ein Gebäude, dass von der jüdischen Gemeinschaft als Schule und Synagoge genutzt wurde. Am 5. Mai 1861 wurde dann die neue Synagoge eingeweiht. Die Synagoge besaß im Kellergeschoss eine Mikwe und einen einfachen rechtwinkligen Gebetssaal. Nach der Aufgabe der Synagoge 1935 wurde diese an einen Kaufmann verkauft, der die Synagoge zu einem Wohn- und Geschäftshaus umbaute. Ob und wenn wie viel Bausubstanz der Synagoge, in dem heute an der Stelle stehenden Wohnhaus vorhanden ist, lässt sich nicht mehr nachvollziehen. Den einzigen Hinweis auf die Synagoge stellt ein gusseisernes Schild dar, das sich an der Stirnseite, unter einem umlaufenden Vordach, in etwa 2 Meter Höhe befindet und das folgende Inschrift trägt: „Hier stand von 1861–1935 die Synagoge“.

## Jüdische Gemeinde Spiesen
Schon 1790 lebten in Spiesen drei jüdische Familien, die seit 1788 unter dem Schutz des Fürsten Ludwig von Nassau-Saarbrücken standen. Bis in die 1870er Jahre gab es eine jüdische Privatschule in Spiesen. Nach deren Schließung besuchten die Kinder die protestantische Schule im Ort. Noch 1908 suchte die Gemeinde einen Religionslehrer, Kantor und Schochet. Bis 1830 wurden die Verstorbenen der Gemeinde auf dem jüdischen Friedhof Illingen beigesetzt. Ab 1831 fanden die Beisetzungen dann auf dem heutigen jüdischen Friedhof Neunkirchen auf der Spieser Höhe statt. Dieser war gemeinsam mit der jüdischen Gemeinde von Neunkirchen angelegt worden. Um 1900 zählte die jüdische Gemeinde 66 Mitglieder. Bis 1927 war die Zahl der Gemeindemitglieder durch Abwanderung auf 22 zurückgegangen.
In der Zeit von 1920 bis 1935 befand sich das Saargebiet aufgrund der Versailler Verträge unter der Verwaltung des Völkerbundes. Da durch die Regierungskommission des Saargebietes nach der Machtergreifung Hitlers 1933 ähnliche Ausschreitungen wie im Deutschen Reich befürchtet wurden, erging an die Polizeibehörden der Erlass, jüdische Bürger, deren Eigentum und deren Einrichtungen zu schützen. Nach dem Volksentscheid 1935 wurde das Saargebiet an das Deutsche Reich angegliedert. Damit begann auch hier die Verfolgung der jüdischen Bevölkerung. Bereits 1935 kam es zur Zerstörung eines Teils des Inventars der Synagoge. Daraufhin verließen die letzten 14 Mitglieder der jüdischen Gemeinde den Ort bis Ende 1936.
Folgende namentlich bekannte Mitglieder der jüdischen Gemeinschaft wurden während der Zeit des Nationalsozialismus ermordet oder wählten den Freitod:
| Name       | Vorname                              | Todeszeitpunkt    | Alter     | Ort des Todes                 | Bemerkung | Quellen |
| ---------- | ------------------------------------ | ----------------- | --------- | ----------------------------- | --- | --- |
| Baumgarten | Emma                                 | 11. November 1942 | 85        | Ghetto Theresienstadt         | Am 25. September 1942 von Köln in das Ghetto Theresienstadt deportiert.                                                                                          | A) Yad Vashem (Datenbank, Datensatz Nr. 11469883). B) Gedenkbuch für die Opfer der NS-Judenverfolgung in Deutschland. |
| Feis       | Leopold                              | 17. Februar 1942  | 70        | Hamburg                       | Wählte in Hamburg den Freitod. | A) Yad Vashem (Datenbank, Datensatz Nr. 11495433). B) Gedenkbuch für die Opfer der NS-Judenverfolgung in Deutschland. |
| Feis       | Edmund                               | 9. September 1942 | 46        | Konzentrationslager Auschwitz | Deportation ab dem Sammellager Drancy. | A) Yad Vashem (Datenbank, Datensatz Nr. 5576595). B) Gedenkbuch für die Opfer der NS-Judenverfolgung in Deutschland.  |
| Siber      | Emma                                 | unbekannt         | unbekannt | Vernichtungslager Sobibor     | Nach der Emigration nach Frankreich am 25. März 1943 mit Transport 53 vom Lager Drancy in das Vernichtungslager Sobibor deportiert und dort ermordet.            | Yad Vashem (Datenbank, Datensatz Nr. 3219012).                                                                        |
| Jakob      | Oskar Isidor                         | unbekannt         | unbekannt | unbekannt                     | 1942 aus seinem Wohnheim an einen unbekannten Ort deportiert. | A) Yad Vashem (Datenbank, Datensatz Nr. 11531664). B) Gedenkbuch für die Opfer der NS-Judenverfolgung in Deutschland. |
| Kallmann   | Sophie (Sofie oder Sophy oder Fanny) | unbekannt         | unbekannt | unbekannt                     | Am 24. April 1942 in das Ghetto Izbica deportiert. Für tot erklärt.                                                                                              | A) Yad Vashem (Datenbank, Datensatz Nr. 11535915). B) Gedenkbuch für die Opfer der NS-Judenverfolgung in Deutschland. |
| Mayer      | Adalbert                             | unbekannt         | unbekannt | Konzentrationslager Auschwitz | Nach der Emigration in die Niederlande von dort am 24. September 1943 nach Auschwitz deportiert. Für tot erklärt.                                                | A) Yad Vashem (Datenbank, Datensatz Nr. 11590605). B) Gedenkbuch für die Opfer der NS-Judenverfolgung in Deutschland. |
| Mayer      | Elias                                | unbekannt         | unbekannt | Vernichtungslager Treblinka   | Am 15. Juli 1942 von Hamburg in das Ghetto Theresienstadt deportiert. Von dort am 21. September 1942 nach Treblinka deponiert und dort ermordet.                 | A) Yad Vashem (Datenbank, Datensatz Nr. 11590767). B) Gedenkbuch für die Opfer der NS-Judenverfolgung in Deutschland. |
| Mayer      | Flora                                | unbekannt         | unbekannt | Konzentrationslager Auschwitz | Am 29. Juli 1942 von Dortmund in das Ghetto Theresienstadt deportiert. Am 18. Dezember 1943 in das Konzentrationslager Auschwitz deportiert und dort ermordet.   | A) Yad Vashem (Datenbank, Datensatz Nr. 11590860). B) Gedenkbuch für die Opfer der NS-Judenverfolgung in Deutschland. |
| Mayer      | Hans                                 | 31. März 1944     | 25        | Konzentrationslager Auschwitz | Nach der Emigration in die Niederlande 1942 von Westerbork in das Konzentrationslager Auschwitz deportiert.                                                      | A) Yad Vashem (Datenbank, Datensatz Nr. 11590927). B) Gedenkbuch für die Opfer der NS-Judenverfolgung in Deutschland. |
| Mayer      | Rebekka                              | unbekannt         | unbekannt | Konzentrationslager Auschwitz | Am 29. Juli 1942 von Dortmund in das Ghetto Theresienstadt deportiert. Am 18. Dezember 1943 in das Konzentrationslager Auschwitz deportiert und dort ermordet.   | A) Yad Vashem (Datenbank, Datensatz Nr. 11591405). B) Gedenkbuch für die Opfer der NS-Judenverfolgung in Deutschland. |
| Meyer      | Delfine                              | unbekannt         | unbekannt | Konzentrationslager Auschwitz | Am 29. Juli 1942 über Luxemburg in das Ghetto Theresienstadt deportiert. Am 6. September 1943 in das Konzentrationslager Auschwitz deportiert und dort ermordet. | A) Yad Vashem (Datenbank, Datensatz Nr. 11593549). B) Gedenkbuch für die Opfer der NS-Judenverfolgung in Deutschland. |
| Wolf       | Hedwig                               | unbekannt         | unbekannt | unbekannt                     | 1943 von Trier deportiert. Das Ziel der Deportation ist unbekannt. Für tot erklärt.                                                                              | A) Yad Vashem (Datenbank, Datensatz Nr. 11656646). B) Gedenkbuch für die Opfer der NS-Judenverfolgung in Deutschland. |
| Zondervan  | Gertrud Tanny                        | 7. September 1942 | 36        | Konzentrationslager Auschwitz | Nach der Emigration in die Niederlande 1942 von Westerbork in das Konzentrationslager Auschwitz deportiert.                                                      | A) Yad Vashem (Datenbank, Datensatz Nr. 11660823). B) Gedenkbuch für die Opfer der NS-Judenverfolgung in Deutschland. |
| 1.         |                                      |                   |           |                               | | |